# N-nitrosodimethylamin
N-nitrosodimethylamin (též nazývaný dimethylnitrosamin, zkráceně NDMA) je organická sloučenina se vzorcem (CH3)2NNO, patřící mezi nitrosaminy. Jedná se o silný hepatotoxin a také o karcinogen.

## Výskyt

### V pitné vodě
N-nitrosodimethylamin může vznikat při chlorování vody. Ve větších množstvích se vyskytuje v recyklovaných vodách, kde může vznikat z dimethylaminu; vytváří a/nebo uvolňuje se také při zpracování vody pomocí iontoměničů.
Ultrafialové záření o vlnových délkách 200 až 260 nm štěpí vazby N–N a může tak být použito k rozložení N-nitrosodimethylaminu. K odstranění této látky lze také použít reverzní osmózu, která dokáže snížit její obsah přibližně o 50 %.

### V potravinách
NDMA se v nízkých koncentracích nachází v řadě potravin a nápojů, jako například uzeném masu, rybách, a pivu, a v tabákovém kouři.

### V raketových palivech
Asymetrický dimethylhydrazin, používaný jako raketové palivo, je účinným prekurzorem NDMA:
(CH3)2NNH2 + O2 → (CH3)2NNO + H2O
Podzemní vody v okolí míst, kde se odpalují rakety, často vykazují vysoké koncentrace NDMA.

## Chemické vlastnosti
C2N2O jádro NDMA je, jak bylo zjištěno rentgenovou krystalografií, rovinné. Centrální dusík se váže na dvě methylové skupiny a nitrososkupinu s vazebnými úhly 120°. Délka vazby N-N je 132 pm a N-O má délku 126 pm.
NDMA může vznikat z mnoha sloučenin obsahujících dimethylaminové skupiny, například hydrolýzou dimethylformamidu. Dimethylamin může být oxidován na asymetrický dimethylhydrazin, který se na vzduchu oxiduje na NDMA.
V laboratoři lze N-nitrosodimethylamin připravit reakcí kyseliny dusité s dimethylaminem:
HONO + (CH3)2NH → (CH3)2NNO + H2O
Karcinogenita je způsobována metabolickou aktivací, která vede ke tvorbě methyldiazoniového kationtu, působícího jako alkylační činidlo.

Metabolická aktivace NDMA způsobující jeho karcinogenní účinky

## Vliv na organismy
NDMA u kvasinek narušuje biosyntézu argininu, obnovu mitochondriálního genomu, a opravy DNA.